# Генде-Роте, Валерий Альбертович
Валерий Альбертович Генде-Роте (21 апреля 1926 — 25 августа 2000) — советский фотограф, мастер портрета и фоторепортажа.

## Биография
Родился 21 апреля 1926 года в Москве.
Пришёл в фотографию в конце 1950-х годов, хотя не имел специального образования. В 1959 году начал работать в фотохронике ТАСС. Впоследствии стал фотокорреспондентом многих периодических изданий («Советское фото», «Советская женщина», «Неделя», «Госконцерт СССР», журналом Общества дружбы ГДР-СССР «Freie Welt»).
В период с 1972 по 1997 год провел ряд персональных выставок, принимал участие более чем в 150 выставках, в том числе и международных, вышло 12 книг с его фотографиями .
Умер 25 августа 2000 года в Москве.

## Работы
Запоминающимся событием стала съемка американского пианиста Вана Клиберна, лауреата конкурса имени П. И. Чайковского. На фотографиях с выдающимся музыкантом были запечатлены недавно ставшие мировыми знаменитостями собаки Белка и Стрелка (1960 год).
Автор знаменитого фотопортрета Юрия Гагарина, отдающего рапорт Н. С. Хрущёву. Снимок был подвергнут кадрированию из политических соображений: в период нахождения Хрущёва на должности первого секретаря ЦК КПСС считалось, что недопустимо изображать его со спины, а после отстранения от руководства страной его фотографии вообще были запрещены к публикации.
20 декабря 1962 года запечатлел прошедшую в больничной палате церемонию вручения Нобелевской премии академику Льву Ландау, что стало уникальным случаем за всю историю Нобелевского комитета, поскольку вручение происходило не в Стокгольме.
Во время приезда в СССР Софи Лорен Генде-Роте удалось подружиться с актрисой, он повсюду сопровождал её и сделал целый ряд снимков знаменитости в Москве.
Одна из любимых героинь фотографа — певица Эдита Пьеха, которую он снимал на концертах, в гастрольных поездках, для рекламы и дома на протяжении нескольких десятилетий. Много фотографировал Генде-Роте оперную певицу Елену Образцову.
Также довольно известны сделанные Генде-Роте фотографии академика П. Л. Капицы. Фотографировал Валерий Альбертович и ансамбль народного танца «Берёзка».

## Персональные выставки
- 1972 — «Валерий Генде-Роте, 100 фотографий», передвижная выставка в различных городах ГДР.
- 1973 — Персональная фотовыставка. ССОД. Дом Дружбы. Москва.
- 1974 — «Валерий Генде-Роте, 50 фотографий». Вена, Австрия.
- 1976 — «Валерий Генде-Роте: Записная книжка фоторепортёра» передвижная выставка в различных городах ЧССР.
- 1976 — «Валерий Генде-Роте: Время и люди». ССОД. Дом Дружбы. Москва.
- 1981 — «Валерий Генде-Роте: В братской Чехословакии». ССОД. Дом Дружбы. Москва.
- 1982 — «Валерий Генде-Роте: В братской Чехословакии». ССОД. ЧССР (Прага).
- 1984 — «Валерий Генде-Роте: Академик Пётр Капица». Институт Физических проблем АН СССР. Москва.
- 1984 — "Валерий Генде-Роте: В братской Чехословакии. ССОД. ЧССР (Братислава).
- 1992 — «Валерий Генде-Роте: Эдита Пьеха — Неизданная книга» (1962—1992). Галерея «На Старой Басманной» и Р. Ф. К. Москва.
- 1997 — «Валерий Генде-Роте: фотовыставка». Галерея «На солянке». Дом фотографии. Москва.
- 2001 — «Валерий Генде-Роте (1926—2000)». Персональная фотовыставка, приуроченная к 75-летию классика российской фотографии. Организаторы выставки: Комитет по культуре Москвы, Московский дом фотографии, объединение «Фотоцентр» Союза журналистов. Москва.
- 2001 — «Валерий Генде-Роте (1926—2000)». Персональная фотовыставка, приуроченная к 75-летию классика российской фотографии. Организаторы выставки: Правительство Москвы, Московское городское объединение архивов. Москва.

## Награды
- Лауреат престижных наград за творчество и профессионализм: первую свою награду за выставочные работы — Серебряную медаль фотовыставки VI Международного фестиваля молодёжи и студентов в Москве — он получил в 1957 году[5], последнюю — в 1997 году.